# Reginaldus de Combe
Reginaldus de Combe (fl. 1300/1301) foi um membro do parlamento inglês.
Ele foi um membro (MP) do Parlamento da Inglaterra por Lewes em 1300/1301.